# 광녕 묵씨
광녕 묵씨(広寧墨氏)는 광녕군을 본관으로 하는 한국의 성씨이다.
광녕 묵씨의 시조는 묵자의 후손인 묵사이며 명나라에서 병부상서를 지내다가 조선으로 귀화했다.

## 참고 자료
- “광녕묵씨 廣寧墨氏”. 《rootsinfo》. 2018년 2월 2일에 원본 문서에서 보존된 문서.